# Richard J. Bernstein
Pour les articles homonymes, voir Bernstein.
Richard Jacob Bernstein, né le 14 mai 1932 à Brooklyn et mort le 4 juillet 2022 à New York, est un philosophe et sociologue américain. 
Il est le Vera List professeur de philosophie et l'ancien doyen de la New School for Social Research de New York.

## Philosophie
Le travail de Bernstein incarne l'éthique pragmatiste qu'il a inlassablement articulée depuis ses premières publications. Pour lui, le pluralisme engagé, le faillibilisme et la délibération publique ne sont pas des concepts philosophiques abstraits mais des lignes directrices pratiques qui doivent orienter l'action responsable. Grâce à cette approche dialogique, il a joué un rôle crucial dans l'élargissement de l'horizon philosophique de la philosophie américaine. Bernstein "a la rare capacité de tisser une vision cohérente à partir des fils disparates de traditions intellectuelles apparemment contradictoires. Il nous a régulièrement montré comment voir, au-delà des contradictions de surface, les problèmes sous-jacents que nous partageons et les hypothèses parfois communes qui animent les sensibilités contemporaines". De plus, Bernstein a "ouvert le pragmatisme aux courants intellectuels internationaux, notamment la phénoménologie, la déconstruction et la théorie critique. Il en est résulté un pragmatisme plus cosmopolite, moins centré sur les États-Unis et plus adapté à un monde en voie de globalisation". Bernstein est convaincu que de nombreux thèmes du pragmatisme américain classique ont refait surface dans les travaux de certains des philosophes les plus éminents des XXe et XXIe siècles. C'est ce qu'il appelle le "Pragmatic Turn" en philosophie, un changement subtil mais important qui a rassemblé des penseurs aussi divers que Wittgenstein, Heidegger, Derrida, Rorty, Gadamer, Sellars, Putnam, Habermas, Honneth et Brandom.

## Publications
- John Dewey (Washington Square Press, 1966)
- Praxis and Action: Contemporary Philosophies of Human Activity (Univ. of Pennsylvania Press, 1971)
- The Restructuring of Social and Political Theory (Univ. of Pennsylvania Press, 1978)
- Beyond Objectivism and Relativism: Science, Hermeneutics, and Praxis (Univ. of Pennsylvania Press, 1983)
- Philosophical Profiles: Essays in a Pragmatic Mode (Univ. of Pennsylvania Press, 1986)
- The New Constellation: The Ethical-Political Horizons of Modernity/Postmodernity (MIT Press, 1992)
- Habermas and Modernity (MIT Press, 1995)
- Hannah Arendt and the Jewish Question (MIT Press, 1996)
- Freud and the Legacy of Moses (Cambridge Univ. Press, 1998)
- Radical Evil: A Philosophical Interrogation (Blackwell Publishers, 2002)
- The Abuse of Evil: The Corruption of Politics and Religion since 9/11 (Polity Press, 2006)
- The Pragmatic Turn (Polity Press, 2010)